# Instituto Botánico Komarov

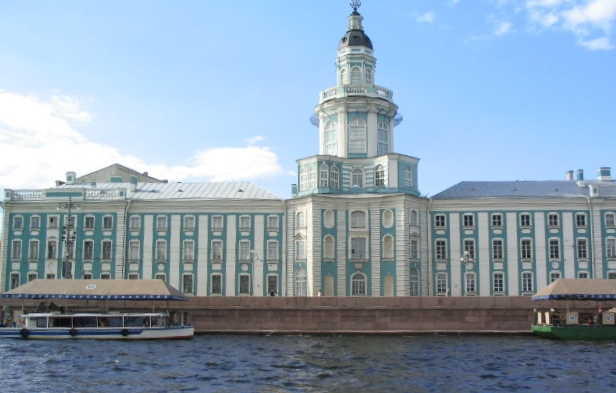
La Academia de Ciencias de San Petersburgo (administra el jardín botánico).

El Instituto Botánico Komarov, de la Academia rusa de las Ciencias (en ruso: Сокращение, БИН РАН, Сокращение англ.) es la institución  botánica más importante en Rusia. Se encuentra en  San Petersburgo, y debe su nombre al botánico ruso Vladímir Leóntievich Komarov (1869-1945), dependiendo administrativamente de la Academia rusa de las Ciencias. 

## Localización
Se encuentra en la isla de Vorony, en la calle  Professor Popov  2, 197376 de  San Petersburgo 22.

## Historia
La historia del instituto se inicia en 1714, cuando el Zar Pedro el grande ordenó el establecimiento de un jardín farmacéutico en la isla de Vorony para cultivar las plantas medicinales que eran necesarias para los remedios curativos.
El jardín fue reorganizado durante 1823 y se retituló como el Jardín Botánico Imperial, y durante 1913 retitulado el Pedro el Grande jardín botánico imperial. 
Después de la revolución de 1917 se convirtió en el jardín botánico de la URSS, y durante 1930 fue transferido a la jurisdicción de la Academia rusa de las Ciencias, en aquella época la academia de URSS de ciencias. El año siguiente el jardín botánico y el museo botánico de la academia de ciencias se fusionaron en una nueva organización, el Instituto Botánico, que es hoy el Instituto Botánico de Komarov de la Academia Rusa de Ciencias.

## Colecciones
El Instituto Botánico Komarov administra :
- El Jardín Botánico del Instituto Botánico V.L. Komarov que tiene exhibiciones al aire libre y de interior invernaderos, albergando unas 120.000 especies y variedades de plantas, que cubren todas las regiones bioclimáticas del globo
- Herbario con una colección que sobrepasa los siete millones de especímenes de plantas y hongos. La colección es la más grande de Rusia, y se encuentra entre las tres más grandes del mundo.
- El museo botánico del instituto, tiene las colecciones más grandes del país de semillas, frutas y de muestras de madera, su colección económica de botánica y las colecciones palaeobotánicas abarcan cerca de 100,000 especímenes.

## Investigaciones
El Instituto Botánico Komarov,  desarrolla investigaciones en los siguientes campos:
- Botánica sistemática y florística.
- Geografía y cartografía de plantas
- Geobotánica, fitocoenología, morfología, anatomía, embriología, ecología y fisiología de planta.
- Palaeobotánica.
- Estudios de la biodiversidad, productividad y conservación de las  plantas.
- Botánica económica.
- Introducción de plantas.
- Investigación de plantas económicamente útiles de origen silvestre con el fin de su uso económico potencial.

## Publicaciones
- “Botanicheskij zhurnal” (Diário Botánico, editor jefe R. V. Kamelin, en ruso).
- “Rastitel’nye resursy” (Recursos de plantas, editor jefe R. V. Kamelin, en ruso),
- “Micología y Fitopatología” (secretario ejecutivo K. A. Pystina, en ruso),
- “Rastitel’nost’ Rossii” (Vegetation of Russia, secretarios ejecutivos N. V. Matveeva, B. K. Gannibal, en ruso e inglés).